# Section.80
《Section.80》는 미국의 힙합 가수 켄드릭 라마의 데뷔 정규 음반이다. 이 앨범에는 GLC, Colin Munroe, Ashtrobot, BJ the Chicago Kid, ScHoolboy Q, Ab-Soul이 피처링을 맡았으며, 최근 싱어송라이터가 된 Alori Joh도 보컬 피처링을 맡았다. 이 앨범의 주요 프로듀서로는 Top Dawg Entertainment 내의 프로듀서진인 Digi+Phonics, THC, Tommy Black, Wyldfyer, Terrace Martin과 J. Cole이 있다.
컨셉 앨범인 이 앨범에서는 인종차별주의나 금단 현상과 같은 시적 테마를 다뤘다. 이 앨범의 리드 싱글인 〈HiiiPoWeR〉는 2011년 4월 22일에 발매되었다.

《Section.80》는 음악 비평매체로부터 대체로 긍정적인 평가를 받았다. 이 앨범은 1주 동안 미국에서만 디지털 다운로드만을 기준으로 5,000장의 판매고를 올렸으며, 별다른 대중 매체들의 홍보없이 Billboard 200 차트 113위까지 올랐다. (어떤 매체에서는 104위까지 진입했다고 주장한다.) 2주 동안 이 앨범의 판매량은 총 9,000장으로 집계되었다. 2015년 6월까지 이 앨범은 110,000장의 판매고를 올렸다.

## 평가
| 전문가 평가          | 전문가 평가 |
| 총 점수              | 총 점수     |
| 출처                 | 점수        |
| -------------------- | ----------- |
| 메타크리틱           | 80/100      |
| 평가 점수            |             |
| 출처                 | 점수        |
| Beats Per Minute     | 90/100      |
| Robert Christgau     | B+          |
| DJBooth              | [ 13 ]      |
| Entertainment Weekly | B-          |
| HipHopDX             | [ 14 ]      |
| Pitchfork Media      | 8.0/10      |
| PopMatters           | [ 16 ]      |
| RapReviews.com       | 8/10        |
| XXL                  | XL (4/5)    |

《Section.80》는 음악 비평매체로부터 대체로 긍정적인 평가를 받았다. 주류 비평매체들로부터 받은, 100점에 가까운 평점들을 합산한 Metacritics에서는 "대체로 호의적인 평가(Generally Favorable Reviews)"에 해당하는 80점의 평균점수를 받았다. (11개의 비평매체 평균) DJBooth는 5점 만점에 4.5점의 별점을 매겼다. HipHopDX는 5점 만점에 4점의 별점을 매겼다. Pitchfork Media는 10점 만점에 8.0점의 점수를 매겼다. XXL은 XXL 등급 만점에 XL 등급을 매겼다. PopMatters는 10점 만점에 8점의 별점을 매겼다.

## 트랙 리스트
| #            | 제목                                                         | 작곡                    | 재생 시간 |
| ------------ | ------------------------------------------------------------ | ----------------------- | --------- |
| 1.           | 〈Fuck Your Ethnicity〉                                      | THC                     | 3:44      |
| 2.           | 〈Hol' Up〉                                                  | Sounwave                | 2:53      |
| 3.           | 〈A.D.H.D〉                                                  | Sounwave                | 3:35      |
| 4.           | 〈No Make-Up (Her Vice)〉 (Feat. Colin Munroe)               | Sounwave                | 3:55      |
| 5.           | 〈Tammy's Song (Her Evils)〉                                 | THC                     | 2:41      |
| 6.           | 〈Chapter Six〉                                              | Tommy Black             | 2:41      |
| 7.           | 〈Ronald Reagan Era〉                                        | Tae Beast               | 3:36      |
| 8.           | 〈Poe Mans Dreams (His Vice)〉 (Feat. GLC)                   | Willie B                | 4:21      |
| 9.           | 〈The Spiteful Chant〉 (Feat. ScHoolboy Q)                   | Willie B Sounwave (co.) | 5:20      |
| 10.          | 〈Chapter Ten〉                                              | THC                     | 1:15      |
| 11.          | 〈Keisha's Song (Her Pain)〉 (Feat. Ashtrobot)               | Tae Beast               | 3:47      |
| 12.          | 〈Rigamortus〉                                               | Willie B Sounwave (co.) | 2:48      |
| 13.          | 〈Kush & Corinthians (His Pain)〉 (Feat. BJ The Chicago Kid) | Wyldfyer                | 5:04      |
| 14.          | 〈Blow My High (Members Only)〉                              | Tommy Black             | 3:35      |
| 15.          | 〈Ab-Soul's Outro〉 (Feat. Ab-Soul)                          | Terrace Martin          | 5:50      |
| 16.          | 〈HiiiPoWeR〉                                                | J. Cole                 | 4:39      |
| 총 재생 시간 | 총 재생 시간                                                 | 총 재생 시간            | 59:24     |

 ·  (co.) 공동 프로듀서
주석
- 〈No Make-Up (Her Vice)〉에는 Alori Joh가 보컬 피처링을 맡았으며 크레딧에는 수록되지 않았다.
- 〈Chapter Six〉에는 Alori Joh가 보컬 피처링을 맡았으며 크레딧에는 수록되지 않았다.
- 〈Ronald Reagan Era〉에는 Ashtrobot, RZA, Ab-Soul이 보컬 피처링을 맡았으며 크레딧에는 수록되지 않았다.
- 〈The Spiteful Chant〉에는 Alori Joh가 보컬 피처링을 맡았으며 크레딧에는 수록되지 않았다.
- 〈HiiiPoWeR〉에는 Alori Joh가 보컬 피처링을 맡았으며 크레딧에는 수록되지 않았다.

샘플 크레딧
- 〈Keisha's Song (Her Pain)〉은 The Alan Parsons Project의 〈Old and Wise〉를 샘플링했다.[21]
- 〈Rigamortus〉는 Willie Jones, III의 〈The Thorn〉을 샘플링했다.[22]
- 〈A.D.H.D〉는 The Jet Age of Tomorrow의 〈The Knight Hawk〉를 샘플링했으나 크레딧에는 수록되지 않았다.[23]
- 〈Tammy's Song (Her Evils)〉는 Dick Hyman의 〈Alfie〉를 샘플링했다.
- 〈Blow My High (Members Only)〉는 Aaliyah의 〈4 Page Letter〉와 Jay-Z의 〈Big Pimpin'〉을 샘플링했다.
- 〈The Spiteful Chant〉는 Woodkid의 〈Iron〉을 샘플링했다.[24]
- 〈Poe Mans Dreams (His Vice)〉는 Gil Scott-Heron의 〈Peace Go With You, Brother〉를 샘플링했다.

## 크레딧
《Section.80》의 크레딧은 AllMusic에서 발췌한 것이다.
| - Kendrick Lamar — primary artist - Sounwave — producer - Terrace Martin — producer - J. Cole — producer - Wyldfyer — producer - Tommy Black — producer - Dave Free — producer - Derek "MixedByAli" Ali — mix engineer | - Ab-Soul - featured artist - BJ the Chicago Kid — featured artist - Colin Munroe — featured artist - ScHoolboy Q — featured artist - Ashtrobot — featured artist |

## 참고
《Section.80》 한/영 전곡해석 링크